# Jana Volfová
Jana Volfová (* 2. listopadu 1957 Praha) je česká učitelka a politička, v letech 1998 až 2002 poslankyně Poslanecké sněmovny PČR za Českou stranu sociálně demokratickou a předsedkyně organizace Sociálně demokratické ženy, od února 2024 statutární místopředsedkyně strany ČSSD – Česká suverenita sociální demokracie, jíž byla místopředsedkyní již v letech 2011 až 2014 pod názvem Suverenita – Blok Jany Bobošíkové. Po odchodu z České strany sociálně demokratické byla v letech 2005 až 2007 místopředsedkyní strany Nezávislí demokraté, v letech 2007 až 2011 předsedkyní strany SDŽ – Strana důstojného života, dříve pod názvem Svobodní a v letech 2014 až 2024 předsedkyní strany ČSSD – Česká suverenita sociální demokracie, dříve pod názvy Suverenita – Blok Jany Bobošíkové, Česká Suverenita a Volný blok. Od června 2015 byla také první místopředsedkyní spolku Blok proti islámu.

## Osobní život
Jana Volfová uvádí, že je „z rodiny německých antifašistů, kteří za své názory skončili v koncentračních táborech“:
její prarodiče z otcovy strany byli krátce po 15. březnu 1939 zatčeni v Brně, dědeček zahynul v koncentračním táboře Mauthausen, babička byla celou válku vězněna v Ravensbrücku. Otec Volfové po srpnu 1968 emigroval do Švédska.
Po maturitě na gymnáziu v roce 1977 Volfová pracovala v základním a středním školství; v letech 1982 až 1989 vystudovala Pedagogickou fakultu Univerzity Karlovy, obor český jazyk a občanská nauka. V letech 2002–2004 byla ředitelkou městské Střední odborné školy pro administrativu Evropské unie v Horních Počernicích.
Je rozvedená, má dceru Janu a syna Zdeňka.

## Politická činnost
V listopadu 1989 Volfová vstoupila do České strany sociálně demokratické, v letech 1993–1997 vykonávala funkci organizační tajemnice strany. V letech 1993–2004 byla předsedkyní organizace Sociálně demokratické ženy. Ve funkci předsedkyně ženské sekce ČSSD se profilovala jako výrazná politická osobnost. V době vlády Miloše Zemana (v níž nebyla žádná žena) dokonce netradičním způsobem přikročila k ustavení Stínové vlády žen. Jinak ale byla politickou spojenkyní Miloše Zemana již od počátku 90. let.
V komunálních volbách v roce 1994 a znovu komunálních volbách v roce 1998 byla za ČSSD zvolena do zastupitelstva městské části Praha 7. V komunálních volbách v roce 2002 byla zvolena z 2. místa kandidátky ve městě Světlá nad Sázavou.
Ve volbách do Poslanecké sněmovny PČR v roce 1998 byla zvolena do Poslanecké sněmovny za ČSSD (volební obvod Praha). Byla členkou sněmovního výboru pro sociální politiku a zdravotnictví a členkou petičního výboru.
V březnu 2004 předsednictvo ČSSD Volfovou vyškrtlo z kandidátky listiny na Vysočině, oficiálně pro podezření z finančních nesrovnalostí na střední škole, kde působila jako ředitelka; Volfová v červnu ze strany vystoupila. V následných volbách do Evropského parlamentu v červnu 2004 podpořila kandidátní listinu Vladimíra Železného a byla poradkyní Jany Bobošíkové, která na této kandidátní listině vstoupila do Evropského parlamentu. V roce 2004 nastoupila jako OSVČ na post asistentky poslance Evropského parlamentu. Potom s Vladimírem Železným spoluzakládala stranu Nezávislí demokraté, ve které se v srpnu 2005 stala místopředsedkyní. V lednu 2007 ovšem Nezávislé demokraty opustila v rámci odchodu skupiny Strany za životní jistoty.
Její členové následně vstoupili do strany Svobodní, která se přejmenovala na SDŽ – Strana důstojného života, jejíž předsedkyní byla v letech 2007 až 2011 právě Volfová. V komunálních volbách v roce 2010 za ni neúspěšně kandidovala do Zastupitelstva Městské části Praha 7.
V roce 2011 spoluzaložila politickou stranu Suverenita – Blok Jany Bobošíkové a do roku 2014 byla její statutární místopředsedkyní. Kvůli krajským volbám v roce 2012 se formálně přehlásila do Ústí nad Labem. Ve volbách do Poslanecké sněmovny PČR v roce 2013 kandidovala v Jihomoravském kraji jakožto členka SBB na kandidátce strany Hlavu vzhůru – volební blok. Byla v pozici krajské lídryně, vzhledem k zisku 0,42 % hlasů v celé ČR se do Sněmovny nedostala.
Po odchodu Jany Bobošíkové do strany Hlavu vzhůru – volební blok se Volfová stala v srpnu 2013 úřadující předsedkyní SBB. Tou byla až do poloviny ledna 2014, kdy sjezd strany rozhodl o změně názvu strany na Česká Suverenita a Volfová byla zvolená její předsedkyní. Bobošíková k tomu uvedla, že ona sama nadále zůstává předsedkyní HLAVU VZHŮRU a že obě strany mají podobné zaměření a budou spolu úzce spolupracovat jako dvě politické eurorealistické síly.
Ve volbách do Evropského parlamentu v červnu 2014 kandidovala jako lídryně České Suverenity, ale strana získala pouze 0,13 % hlasů.
V komunálních volbách v říjnu 2014 byla Volfová na 2. místě magistrátní kandidátky koalice hnutí PRO a České Suverenity pod názvem PRO PRAHU. Magistrát kandidátní listinu odmítl zaregistrovat pro podobnost názvu s hnutím Pro Prahu developera Zbyňka Passera, ale městský soud v Praze nařídil magistrátu stranu zaregistrovat s odůvodněním, že volební zákon nesvěřuje registračnímu úřadu pravomoc přezkoumávat zaměnitelnost názvů volebních stran, které pro volby do zastupitelstev obcí podají kandidátní listinu. Koalice Jany Volfové se hájila tím, že jednak se oba názvy liší způsobem zápisu, jednak její koalice avizovala tento název již koncem roku 2013, kdy se Passerovo hnutí ještě prezentovalo pod názvem Starostové pro Prahu. Nejasnosti vznikly i ohledně log obou hnutí. Logo se srdcem používalo Passerovo hnutí Pro Prahu, ale zaregistrované ho měla koalice PRO PRAHU. Passer z toho viní agenturu SPIN PR Petra Dimuna, která se v roce 2013 podílela na vzniku konceptu loga a poté jej prodala koalici Jany Volfové. Passer naznačoval podezření, že by mohlo jít o Dimunův pokus o podvod a parazitování na dobrém jménu a úspěchu Passerova hnutí. Volfová získala nejvyšší počet hlasů, ale koalice propadla.
Ve volbách do Evropského parlamentu v květnu 2019 kandidovala na 3. místě kandidátky strany Česká Suverenita, ale zvolena nebyla. Ve volbách do Poslanecké sněmovny PČR v roce 2021 byla lídryní strany Volný blok ve Středočeském kraji, ale opět neuspěla.
V únoru 2024 byla zvolena statutární místopředsedkyní strany ČSSD – Česká suverenita sociální demokracie poté, co se předsedou strany stal bývalý premiér Jiří Paroubek. Ve sněmovních volbách v roce 2025 je lídryní kandidátní listiny ČSSD (Česká suverenita sociální demokracie) v Ústeckém kraji.